# Diecéze banskobystrická
Diecéze banskobystrická má rozlohu 5424 km². Založil ji spolu se spišským a rožňavským biskupstvím vyčleněním z dosavadního ostřihomského arcibiskupství papež Pius VI. bulou Regalium principum ze 13. března 1776. Spolu s metropolitní arcidiecézí bratislavskou, arcidiecézí trnavskou a diecézemi nitranskou a žilinskou tvoří Západní (resp. Západoslovenskou) církevní provincii.
Císařovna Marie Terezie dala nově vzniklému biskupství do věna někdejší arcibiskupské panství s kaštelem ve Svatém Kříži nad Hronem (dnes Žiar nad Hronom), kde do té doby bylo letní sídlo ostřihomského arcibiskupa. Bývalý jezuitský kostel v Banské Bystrici určila císařovna jako katedrálu a jeho patron svatý František Xaverský se stal patronem biskupství.
Prvním diecézním biskupem byl František Berchtold (1776–1793). Ze slovenského národního hlediska bývá jako nejvýznamnější diecézní biskup (1850–1869) zmiňován Štefan Moyzes, jinak od roku 1863 též první předseda Matice slovenské. 20. listopadu 2012 byl diecézním biskupem jmenován Marián Chovanec.